# Kwatisuchus
Kwatisuchus rosai
Genre
Espèce
Kwatisuchus est un genre fossile de stéréospondyles (amphibiens géants) de la famille des Benthosuchidae qui a vécu au Trias inférieur il y a 250 millions d'années, dans ce qui est aujourd'hui la région du Rio Grande do Sul au Brésil. Il n'est représenté que par son espèce type, Kwatisuchus rosai.

## Découverte
En août 2022 a été découvert un morceau de mâchoire supérieur d'un amphibien inconnu. Le crâne a dû subir un long et délicat processus de nettoyage, pour être débarrassé de tout reste de la roche où il a été trouvé, puis étudié en détail dans les installations de Unipampa. L'université a communiqué en janvier 2024 via X pour annoncer la découverte. Sur les antennes francophones c'est le média tameteo.com qui s'est chargé de relayé la nouvelle. Les scientifiques ont été surpris de découvrir que les parents les plus proches de Kwatisuchus se trouvaient dans l'actuelle Russie, ce qui démontre qu'à un moment de l'histoire de la Terre, la faune du Brésil et de la Russie avaient une connexion.

## Description
Kwatisuchus rosai appartient au groupe des Temnospondyli, qui étaient des amphibiens carnivores, généralement de grande taille, qui vivaient à la fois dans l'eau et sur terre. Ces animaux pouvaient atteindre jusqu'à 5 m de longueur, mais on estime que Kwatisuchus était un animal de taille moyenne, avec une longueur estimée à 1,5 m. Kwatisuchus rosai était probablement carnivore mais les analyses ne sont pas encore terminées.

## Classification
Le genre Kwatisuchus et l'espèce Kwatisuchus rosai ont été décrits en 2024 par Felipe L. Pinheiro (d), Estevan Eltink, Voltaire D. Paes-Neto, Arielli F. Machado, Tiago Rodrigues Simões (d) et Stephanie E. Pierce (d). 

## Étymologie
Le nom générique, Kwatisuchus, est la combinaison du mot tupi Kwati qui signifie « museau pointu », et qui fait référence au museau étroit de ce nouveau taxon, et du grec ancien σοῦχος, soũkhos, « crocodile », suffixe fréquent pour les Temnospondyli.
L'épithète spécifique, rosai, a été donnée en l'honneur du géologue et paléontologue Átila Augusto Stock Da-Rosa, pour sa contribution aux recherches géologiques et paléontologiques du Trias brésilien.

## Publication originale
- (en) Felipe L. Pinheiro, Estevan Eltink, Voltaire D. Paes-Neto, Arielli F. Machado, Tiago Rodrigues Simões et Stephanie E. Pierce, « Interrelationships among Early Triassic faunas of Western Gondwana and Laurasia as illuminated by a new South American benthosuchid temnospondyl », Anatomical Record, Hoboken,‎ 19 janvier 2024, p. 1-18 (ISSN 1932-8486, e-ISSN 1932-8494, DOI 10.1002/ar.25384).